# ExpressCard
ExpressCard – standard złącza stosowanego w komputerach PC, najczęściej w notebookach.
Złącza tego typu są następcami standardu PCMCIA (PC Card), zostały one również zaproponowane przez tę samą organizację. Urządzenia korzystające ze standardu ExpressCard mogą komunikować się z komputerem za pomocą standardu PCI Express lub USB.
Występują dwa typy kart ExpressCard:
- ExpressCard 54 – karty o szerokości 54 mm, długości 75 mm i grubości 5 mm
- ExpressCard 34 – karty o szerokości 34 mm, długości 75 mm i grubości 5 mm

Karty ExpressCard 34 można umieścić w gniazdach ExpressCard 54.
W roku 2009 stworzono zaktualizowany standard ExpressCard 2.0. Port USB 2.0 zaktualizowano do portu USB 3.0 (5Gbps zamiast 480Mbps), a interfejs PCI Express 1.0 zaktualizowano do PCI Express 2.0 (500MB/s zamiast 250MB/s). Karty używające standardu ExpressCard 2.0 są kompatybilne z gniazdami ExpressCard 1.0, i na odwrót, przy czym będą wtedy używane standardy PCIe 1.0 i USB 2.0. Kompatybilność jest zapewniona dzięki kompatybilności wstecznej samych standardów USB i PCIe (karta ExpressCard 2.0 niczym się fizycznie nie różni od starego standardu, zostały jedynie zaktualizowane wytyczne dotyczące poboru prądu z portu USB 3.0 i interfejsu PCIe 2.0).